# Općina Škocjan
Općina Škocjan (slo.: Občina Škocjan) je općina u istočnoj Sloveniji u pokrajini Dolenjskoj i statističkoj regiji Jugoistočna Slovenija. Središte općine je naselje Škocjan s 233 stanovnika. 

## Zemljopis
Općina Škocjan nalazi se u jugoistočnom dijelu Slovenije. Općina obuhvaća istočni dio povijesne pokrajine Dolenjske. U južnom dijelu nalazi se ravnica uz donji tok rijeke Krke, a na sjeveru Dolenjsko gorje.
U općini vlada umjereno kontinentalna klima. Rijeka Krka, koja je južna granica općine, je najznačajniji vodotok u njoj. Svi drugi vodotoci su manji i njeni su pritoci.

## Naselja u općini
Bučka, Čučja Mlaka, Dobrava pri Škocjanu, Dobruška vas, Dolenje Dole, Dolenje Radulje, Dolnja Stara vas, Dule, Gabrnik, Gorenje Dole, Gorenje Radulje, Goriška Gora, Goriška vas pri Škocjanu, Gornja Stara vas, Grmovlje, Hrastulje, Hudenje, Jarčji Vrh, Jelendol, Jerman Vrh, Klenovik, Mačkovec pri Škocjanu, Male Poljane, Močvirje, Osrečje, Ruhna vas, Segonje, Stara Bučka, Stopno, Stranje pri Škocjanu, Škocjan, Štrit, Tomažja vas, Velike Poljane, Zaboršt, Zagrad, Zalog pri Škocjanu, Zavinek, Zloganje

## Vanjske poveznice
- Službena stranica općine[neaktivna poveznica]